# Vaudherland
Vaudherland (autrefois dénommé Vaud'herland) est une commune française du département du Val-d'Oise en région Île-de-France.

## Géographie

### Localisation

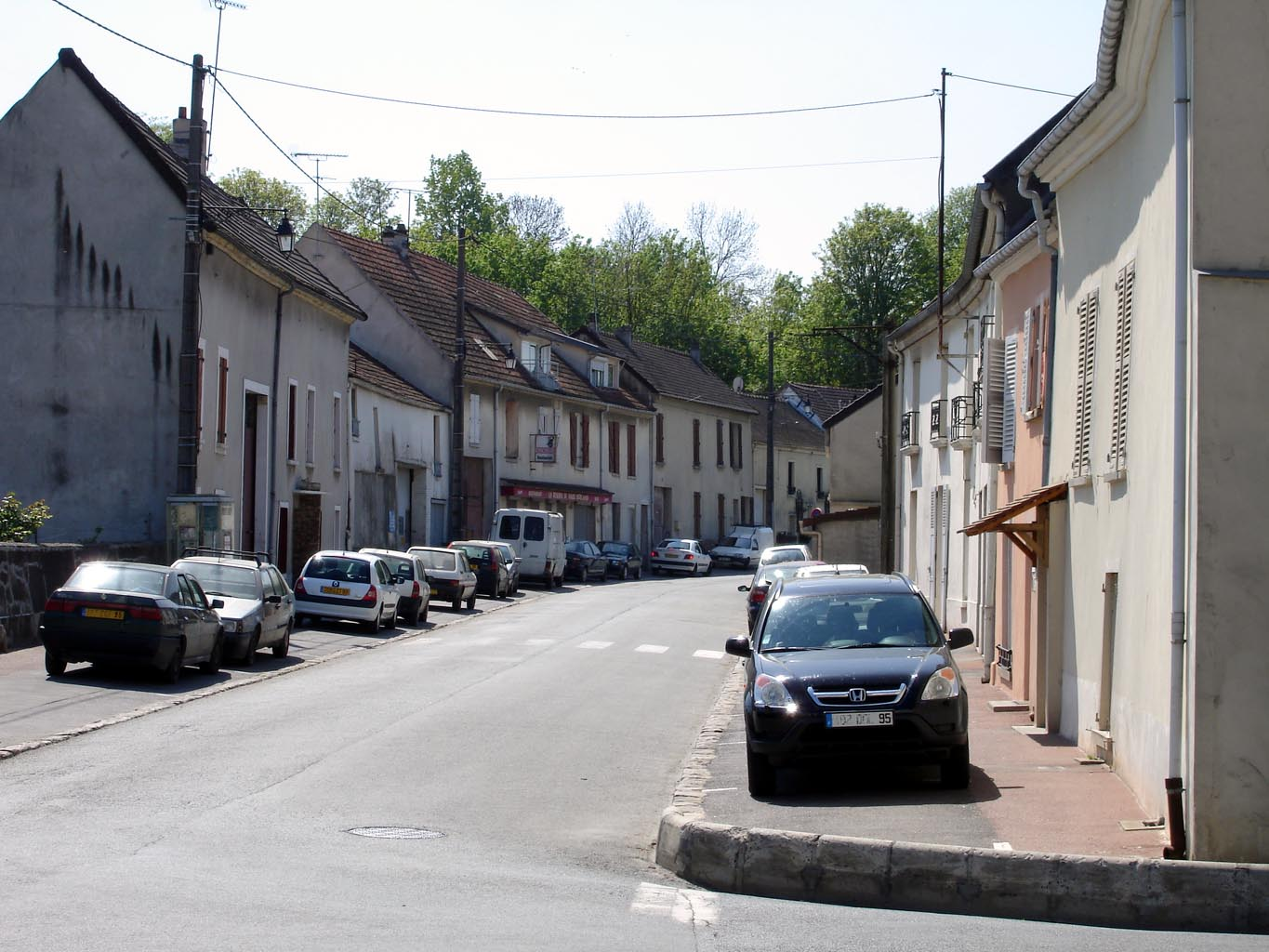
Ambiance du village : la Rue de Paris.

Le village est situé dans la plaine de France, à une vingtaine de kilomètres au nord-est de Paris et à trois kilomètres de l'aéroport Roissy-Charles-de-Gaulle.
Il fait partie de l'aire d'attraction de Paris ainsi que de son unité urbaine et de son, bassin de vie. La commune fait partie de la zone d'emploi de Roissy.

### Communes limitrophes
Les communes limitrophes sont Roissy-en-France, Gonesse et Le Thillay.
|            | Le Thillay · Roissy-en-France |                  |
| Le Thillay | Vaudherland                   | Roissy-en-France |
| Gonesse    | Gonesse                       |                  |

### Géologie et relief
Avec une superficie de seulement 9 ha, l’équivalent de Roland-Garros, Vaudherland est, depuis 2017, la deuxième plus petite commune de France après Castelmoron-d'Albret (Gironde) avec 3,54 ha et la plus petite commune d’Île-de-France. (Plessix-Balisson étant devenue une commune déléguée de Beaussais-sur-Mer au 1er janvier 2017).
Son altitude varie de 61  à   87 mètres.

### Hydrographie
Aucun cours d'eau permanent ne draine le territoire communal.

### Climat
Pour des articles plus généraux, voir Climat de l'Île-de-France et Climat du Val-d'Oise.
En 2010, le climat de la commune est de type climat océanique dégradé des plaines du Centre et du Nord, selon une étude du CNRS s'appuyant sur une série de données couvrant la période 1971-2000. En 2020, Météo-France publie une typologie des climats de la France métropolitaine dans laquelle la commune est exposée à un climat océanique altéré et est dans la région climatique Sud-ouest du bassin Parisien, caractérisée par une faible pluviométrie, notamment au printemps (120 à 150 mm) et un hiver froid (3,5 °C).
Pour la période 1971-2000, la température annuelle moyenne est de 11,6 °C, avec une amplitude thermique annuelle de 15 °C. Le cumul annuel moyen de précipitations est de 663 mm, avec 10,2 jours de précipitations en janvier et 7,7 jours en juillet. Pour la période 1991-2020, la température moyenne annuelle observée sur la station météorologique la plus proche, située sur la commune de Roissy-en-France à 2 km à vol d'oiseau, est de 12,1 °C et le cumul annuel moyen de précipitations est de 694,3 mm,. Pour l'avenir, les paramètres climatiques de la commune estimés pour 2050 selon différents scénarios d'émission de gaz à effet de serre sont consultables sur un site dédié publié par Météo-France en novembre 2022.
| Mois                                  | jan.             | fév.             | mars          | avril           | mai            | juin           | jui.           | août           | sep.           | oct.            | nov.            | déc.             | année      |
| ------------------------------------- | ---------------- | ---------------- | ------------- | --------------- | -------------- | -------------- | -------------- | -------------- | -------------- | --------------- | --------------- | ---------------- | ---------- |
| Température minimale moyenne (°C)     | 2,3              | 2,3              | 4,5           | 6,7             | 10             | 13,1           | 15,1           | 15             | 12,1           | 9,2             | 5,4             | 2,9              | 8,2        |
| Température moyenne (°C)              | 4,7              | 5,3              | 8,3           | 11,2            | 14,6           | 17,8           | 20,1           | 20,1           | 16,6           | 12,7            | 8,1             | 5,2              | 12,1       |
| Température maximale moyenne (°C)     | 7                | 8,2              | 12,2          | 15,8            | 19,3           | 22,6           | 25,1           | 25,1           | 21,1           | 16,2            | 10,7            | 7,5              | 15,9       |
| Record de froid (°C) date du record   | −17,8 17.01.1985 | −12,4 07.02.1991 | −9,1 13.03.13 | −3,9 12.04.1986 | 0,3 03.05.1981 | 2,6 01.06.1975 | 7,3 15.07.1977 | 6,1 25.08.1980 | 2,4 19.09.1977 | −3,1 30.10.1985 | −8,1 23.11.1998 | −10,6 29.12.1996 | −17,8 1985 |
| Record de chaleur (°C) date du record | 16 27.01.03      | 20,5 27.02.19    | 25,3 31.03.21 | 28,6 20.04.18   | 31,9 27.05.05  | 36,5 27.06.11  | 41,4 25.07.19  | 39 12.08.03    | 35 08.09.23    | 28,9 01.10.11   | 21,2 08.11.15   | 17,3 16.12.1989  | 41,4 2019  |
| Ensoleillement (h)                    |                  | 916              | 1 396         | 1 967           | 2 183          | 2 112          | 2 406          | 2 149          | 1 786          | 1 123           | 693             | 615              |            |
| Précipitations (mm)                   | 57,2             | 48               | 49,8          | 47,8            | 66,5           | 61,9           | 59,9           | 57,8           | 50             | 60,1            | 60,4            | 74,9             | 694,3      |

## Urbanisme

### Typologie
Au 1er janvier 2024, Vaudherland est catégorisée commune rurale à habitat dispersé, selon la nouvelle grille communale de densité à sept niveaux définie par l'Insee en 2022.
Elle appartient à l'unité urbaine de Paris, une agglomération inter-départementale regroupant 407  communes, dont elle est une commune de la banlieue,,.
Par ailleurs la commune fait partie de l'aire d'attraction de Paris, dont elle est une commune de la couronne,. Cette aire regroupe 1 929 communes,.

### Occupation des sols

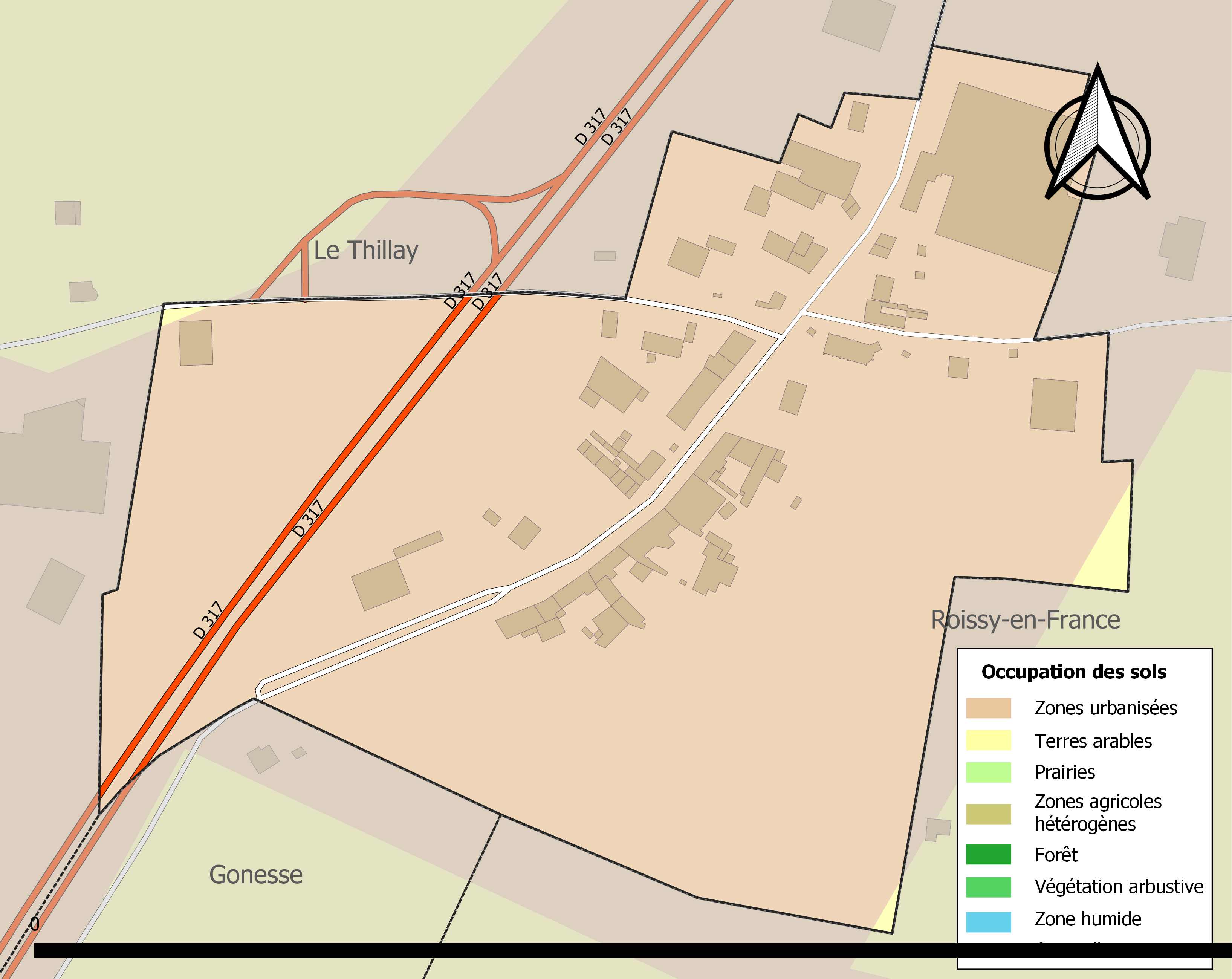
Carte des infrastructures et de l'occupation des sols de la commune en 2018 (CLC).

### Habitat et logement
En 2021, le nombre total de logements dans la commune était de 48, alors qu'il était de 35 en 2016 et de 39 en 2011.
Parmi ces logements, 82,5 % étaient des résidences principales et 17,5 % des logements vacants. Ces logements étaient pour 78,6 % d'entre eux des maisons individuelles et pour 21,4 % des appartements.
Le tableau ci-dessous présente la typologie des logements à Vaudherland en 2021 en comparaison avec celle du Val-d'Oise et de la France entière. Une caractéristique marquante du parc de logements est ainsi l'absence de résidences secondaires et logements occasionnels, à comparer avec la proportion départementale (1,5 %) et nationale (9,7 %).
| Typologie                                               | Vaudherland | Val-d'Oise | France entière |
| ------------------------------------------------------- | ----------- | ---------- | -------------- |
| Résidences principales (en %)                           | 82,5        | 92,4       | 82,2           |
| Résidences secondaires et logements occasionnels (en %) | 0           | 1,5        | 9,7            |
| Logements vacants (en %)                                | 17,5        | 6          | 8,1            |

### Voies de communication et transports
Vauderland est desservie par l'ancienne route nationale 17 (actuelle RD 317). La commune est aisément accessible depuis l'autoroute A1.

## Toponymie

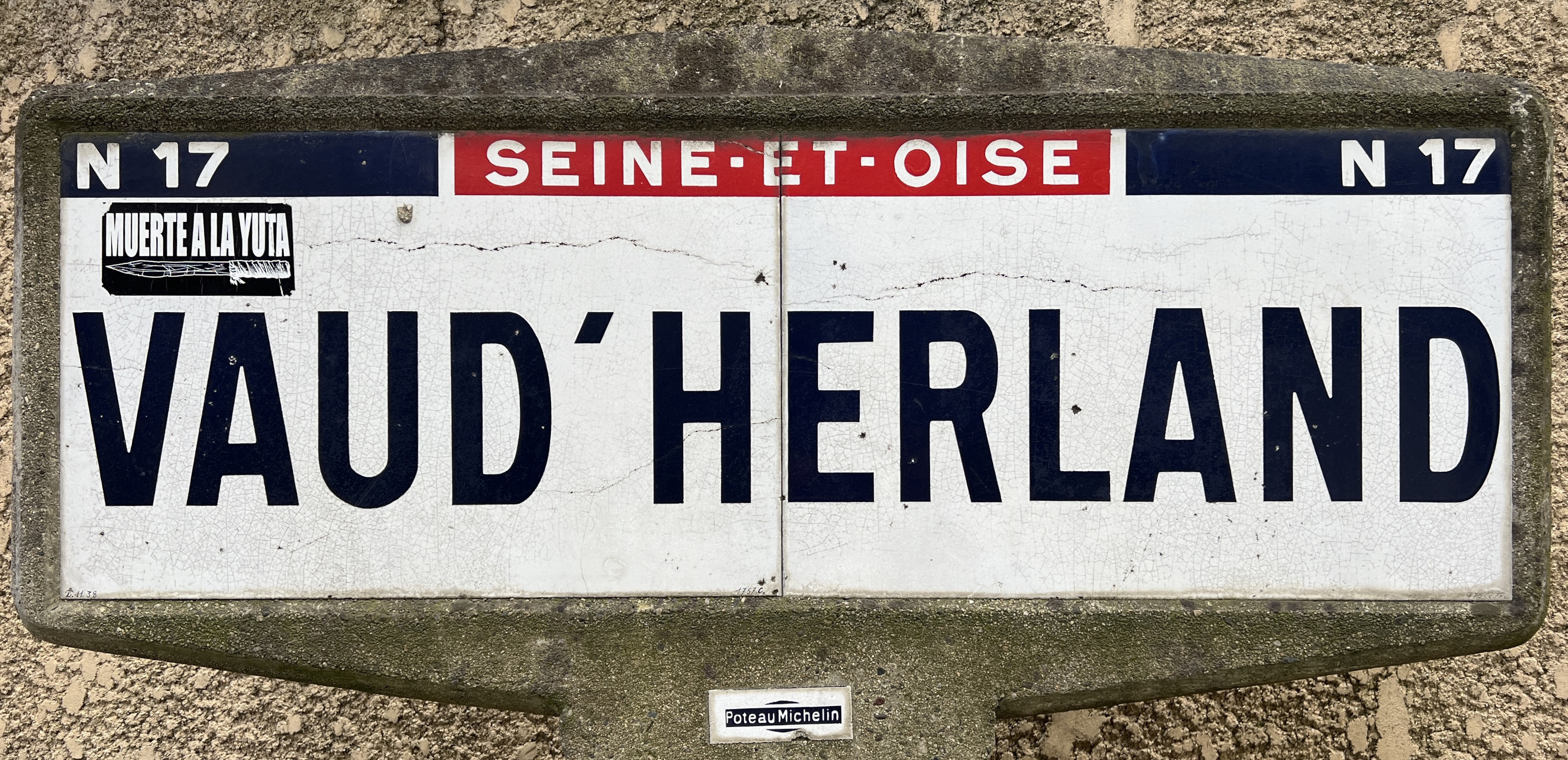
Panneau Michelin d'entrée dans la commune.

Le nom de la localité est attesté sous les formes latinisées Vallis Dellandi au XIIIe siècle, en 1202, Vallelandi en 1450, Valle Herlandi au XVe siècle.
Le nom de Vaudherland est issu de Val- « vallée » et de l'anthroponyme d'origine germanique Herland (< Hariland), encore porté comme patronyme ou Darland.
Les formes anciennes Valdernaut vers 1270 (A.N.J.737 No 7), Vaudernaut vers 1300 (A.N.S.3712-dossiers1 et 2), Val Ernaut ou Val Ernault en 1329 - 1332 ne se rapportent manifestement pas à Vaudherland, il s'agit d'un lieu voisin qui contient l'anthroponyme Ernaut, Ernault devenu nom de famille.

## Histoire

### Moyen Âge
Les terres de Vaudherland, ainsi que l'église de Roissy-en-France sont cédées en 1202 par Odon de Sully, évêque de Paris, aux chanoines de l’abbaye Sainte-Geneviève à Paris. Le village compte 198 habitants au XVIIIe siècle. Situé sur la route des Flandre, il abritait alors de nombreuses auberges.

### Époque contemporaine
En 1824, des terrains pris sur le territoire de la commune de Gonesse sont rattachés à Vaudherland
Entouré de vignes jusqu'au XIXe siècle, le village vivait essentiellement de l'agriculture jusqu'à la fin des années 1960. Le dernier agriculteur du village a pris sa retraite en 1994[réf. nécessaire].

## Politique et administration

### Rattachements administratifs et électoraux

#### Rattachements administratifs
Antérieurement à la loi du 10 juillet 1964, la commune faisait partie du département de Seine-et-Oise. La réorganisation de la région parisienne en 1964 fit que la commune appartient désormais au département du Val-d'Oise et à son arrondissement de Sarcelles après un transfert administratif effectif au 1er janvier 1968.
Elle faisait partie depuis 1793 du canton de Gonesse de Seine-et-Oise puis du Val-d'Oise. Dans le cadre du redécoupage cantonal de 2014 en France, cette circonscription administrative territoriale a disparu, et le canton n'est plus qu'une circonscription électorale.

#### Rattachements électoraux
Pour les élections départementales, la commune est membre depuis 2014 du canton de Villiers-le-Bel
Pour l'élection des députés, elle fait partie de la neuvième circonscription du Val-d'Oise.

### Intercommunalité
Vaudherland était membre de la communauté d'agglomération Roissy Porte de France, un établissement public de coopération intercommunale (EPCI) à fiscalité propre créé en 1994 sous le statut de communauté de communes et transformé en communauté d'agglomération en 2013 et auquel la commune avait transféré un certain nombre de ses compétences, dans les conditions déterminées par le code général des collectivités territoriales.
Dans le cadre de la mise en œuvre de la loi MAPAM du 27 janvier 2014, qui prévoit la généralisation de l'intercommunalité à l'ensemble des communes et la création d'intercommunalités de taille importante notamment en seconde couronne afin de pouvoir dialoguer avec la métropole du Grand Paris créée par cette même loi, la communauté d'agglomération Roissy Porte de France a fusionné avec ses voisines pour former, le 1er janvier 2016, la communauté d'agglomération Roissy Pays de France dont est désormais membre la commune.

### Liste des maires
| Période                                  | Période                    | Identité         | Étiquette | Qualité                                                        |
| ---------------------------------------- | -------------------------- | ---------------- | --------- | -------------------------------------------------------------- |
| Les données manquantes sont à compléter. |                            |                  |           |                                                                |
| mai 1925                                 |                            | Henri Daniel     |           |                                                                |
| Les données manquantes sont à compléter. |                            |                  |           |                                                                |
| 1931                                     | 1933                       | Théophile Joly   |           |                                                                |
| 1933                                     | 1947                       | Jules Perreau    |           |                                                                |
| 1947                                     | 1953                       | Gilbert Malleire |           |                                                                |
| 1953                                     | 2008                       | Victor Daniel    |           |                                                                |
| mars 2008,                               | En cours (au 8 avril 2024) | Bruno Regaert    |           | Conducteur d'autocars retraité Réélu pour le mandat 2020-2026, |

## Équipements et services publics

### Justice, sécurité, secours et défense
Vaudherland fait partie du ressort du tribunal d'instance de Gonesse, ainsi que de ceux du tribunal judiciaire ainsi que du tribunal de commerce de Pontoise,.

## Population et société

### Démographie
L'évolution du nombre d'habitants est connue à travers les recensements de la population effectués dans la commune depuis 1793. Pour les communes de moins de 10 000 habitants, une enquête de recensement portant sur toute la population est réalisée tous les cinq ans, les populations de référence des années intermédiaires étant quant à elles estimées par interpolation ou extrapolation. Pour la commune, le premier recensement exhaustif entrant dans le cadre du nouveau dispositif a été réalisé en 2008.

En 2022, la commune comptait 102 habitants, en évolution de +18,6 % par rapport à 2016 (Val-d'Oise : +4 %, France hors Mayotte : +2,11 %).
| 1793 | 1800 | 1806 | 1821 | 1831 | 1836 | 1841 | 1846 | 1851 |
| ---- | ---- | ---- | ---- | ---- | ---- | ---- | ---- | ---- |
| 133  | 132  | 129  | 115  | 132  | 121  | 128  | 126  | 113  |

| 1856 | 1861 | 1866 | 1872 | 1876 | 1881 | 1886 | 1891 | 1896 |
| ---- | ---- | ---- | ---- | ---- | ---- | ---- | ---- | ---- |
| 104  | 89   | 73   | 56   | 44   | 59   | 56   | 69   | 57   |

| 1901 | 1906 | 1911 | 1921 | 1926 | 1931 | 1936 | 1946 | 1954 |
| ---- | ---- | ---- | ---- | ---- | ---- | ---- | ---- | ---- |
| 55   | 64   | 59   | 69   | 85   | 94   | 73   | 58   | 76   |

| 1962 | 1968 | 1975 | 1982 | 1990 | 1999 | 2006 | 2008 | 2013 |
| ---- | ---- | ---- | ---- | ---- | ---- | ---- | ---- | ---- |
| 102  | 91   | 105  | 89   | 93   | 88   | 92   | 90   | 78   |

| 2018 | 2022 | - | - | - | - | - | - | - |
| ---- | ---- | - | - | - | - | - | - | - |
| 99   | 102  | - | - | - | - | - | - | - |

Selon les statistiques de l'Insee, Vaudherland est la huitième commune la moins peuplée du Val-d'Oise avec 89 habitants au 1er janvier 2011.

## Économie
La proximité de l’aéroport de Roissy - Charles-de-Gaulle et de plusieurs zones industrielles a permis le développement d'activités dans le domaine du secteur tertiaire.

## Culture locale et patrimoine

### Lieux et monuments
On peut signaler :

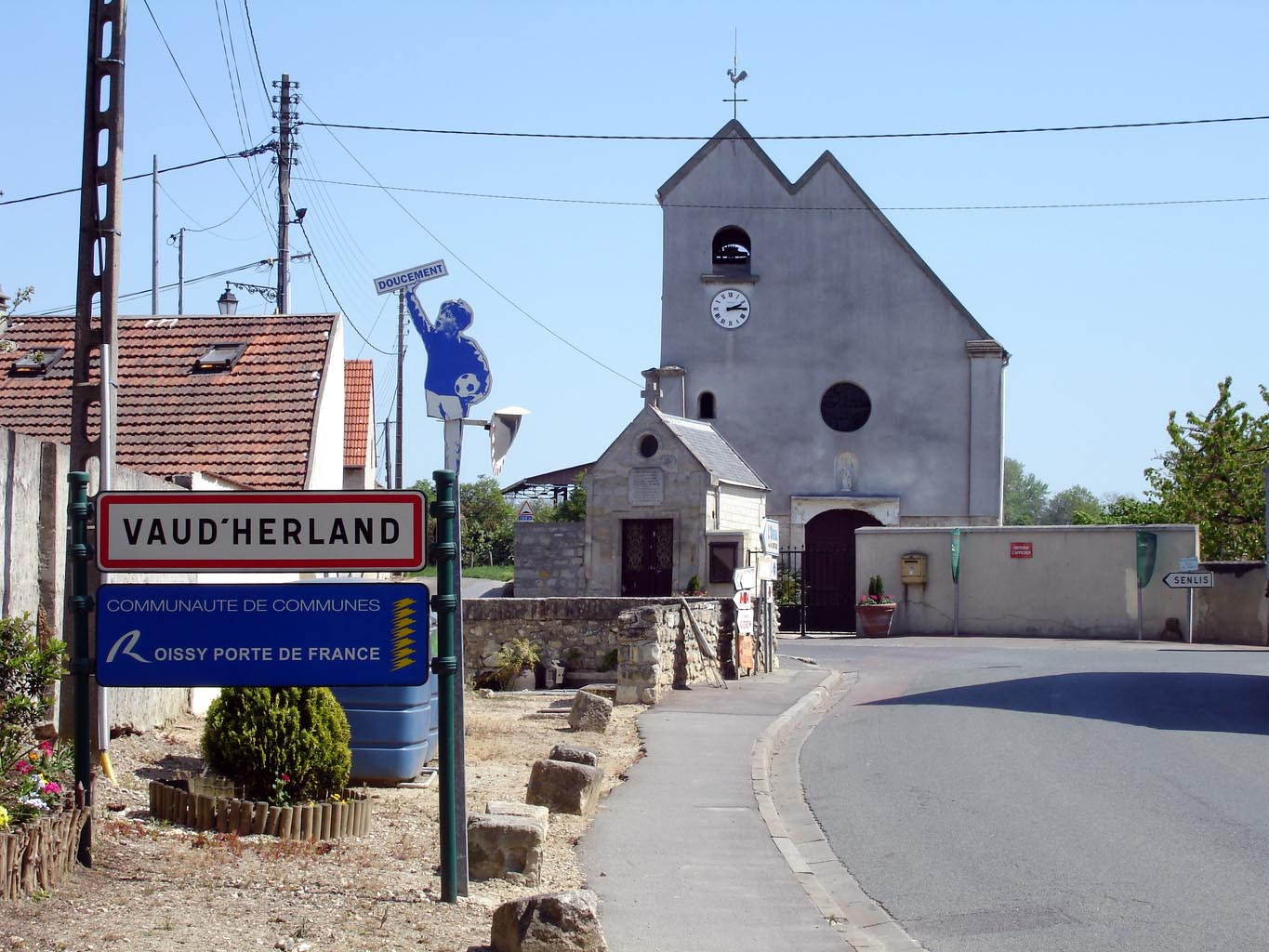
L'église et la chapelle.

- Église Notre-Dame-des-Victoires[30], rue de Paris qui succède à la première chapelle existant depuis le début du XIIIe siècle et déjà dédiée à Notre-Dame. 
Dans sa forme actuelle, l'église date du XVIIIe siècle. À nef unique, elle se compose de cinq travées et d'un chevet polygonal. Le clocher en bâtière s'intègre complètement dans la façade occidentale, et le sommet de son toit ne dépasse que d'un bon mètre le faîtage du toit de la nef. L'édifice d'une facture très simple montre une vague influence du classicisme, avec des contreforts relativement plats, des ouvertures plein cintre et des façades couvertes d'enduit à partir d'une hauteur de deux mètres au-dessus du sol. Les fenêtres de la nef sont en partie ogivales. 
Le cimetière entoure toujours l'église ; il ne comporte qu'une seule rangée de tombes le long des murs de clôture. 
Concernant le mobilier, le maître-autel et la chaire datent du XVIIIe siècle ; la cloche  Classée MH (1944)[31]  offerte par des bourgeois parisiens date de 1744[32],[33].
- Chapelle Notre-Dame-des-Victoires, devant l'église : Ses très petites dimensions la rapprochent des chapelles funéraires des cimetières. La façade comporte une porte à double vantail, surmontée d'une plaque gravée et d'un oculus. Une petite croix en pierre couronne le pignon. La plaque porte l'inscription suivante : « Ano des Victoires / Ici dès l'an 1202 à l'Assomption / Pèlerinage neuvaine / Procession au calvaire / Fête patronale de Vaudherland / Médaille bénite de la très sainte Vierge / La commémoration ». La chapelle rebâtie en 1891 jouait un rôle dans ce pèlerinage, pendant laquelle quatre jeunes femmes vêtues de blanc portaient la statue de la Vierge en procession. Les pèlerins passaient sous la statue en demandant la protection de Marie. Le pèlerinage disparait après la Seconde Guerre mondiale[33],[34].
- Auberge Saint-Nicolas, 14 rue de Paris, du XVIIIe siècle[35].

## Pour approfondir